# Sous le regard d'Allah
Pour plus de détails, voir Fiche technique et Distribution.
Sous le regard d'Allah (The White Black Sheep) est un film américain de Sidney Olcott, sorti en 1926 avec Richard Barthelmess comme vedette.

## Synopsis
Robert Kincairn mène une vie des plus dissolus mais reste assez galant pour porter le chapeau  pour un vol perpétré par sa fiancée Enid. Chassé de chez lui, il change de nom et s’engage dans l’armée...

## Fiche technique
- Titre : Sous le regard d'Allah
- Titre original : The White Black Sheep
- Réalisation : Sidney Olcott
- Scénario : Jérome N. Wilson, Agnes Pat McKenna d'après une histoire de Violet E. Powell
- Directeur de la photo : David W. Gobbett
- Montage : Tom Miranda
- Société de production : Inspiration Pictures
- Distribution : First National Pictures
- Durée : 79 min (6 798 pieds, 7 bobines)
- Date de sortie : 16 septembre 1926 (New York), 22 juillet 1927 (Paris)

© 16 nov 1926 ; LP23374

## Distribution
- Richard Barthelmess : Barnabas Barty
- Patsy Ruth Miller : Zelie
- Constance Howard : Enid Gower
- Ervlle Alderrson : Yasuf
- William H. Tooker : Colonel Kincairn
- Gino Corrado : El Rahib
- Albert Prisco : Kadir
- Sam Appel : Dimos
- Col GL McDonell : Colonel Nicholson
- Templar Saxe : Stanley Fileding

## À noter
- Sidney Olcott a été engagé par Inspiration Pictures pour tourner trois films avec Richard Barthelmess. Les deux autres sont Ranson's Folly et Un gentleman amateur (The Amateur Gentleman).

Le film a été tourné aux studios First National Pictures, à Burbank, Californie.
Titre de travail : The Four Feathers.